# 藤沢数希
藤沢 数希（ふじさわ かずき）は、日本の作家。詳細なプロフィールや顔写真を公開していない覆面作家である。

## 来歴
欧米の研究機関にて理論物理学、計算科学の分野で博士号を取得。外資系投資銀行でマーケットの定量分析やトレーディングに従事した後、作家として独立。
「恋愛工学」と題して恋愛の方法論をメルマガで執筆している。恋愛工学は「新手のナンパ術」だが昔の「牧歌的なナンパ術ではない」と週刊朝日で評された。

## 作品
- 『なぜ投資のプロはサルに負けるのか？　あるいは、お金持ちになれるたったひとつのクールなやり方』ダイヤモンド社、2006年
- 『日本人がグローバル資本主義を生き抜くための経済学入門　もう代案はありません』ダイヤモンド社、2011年
- 『「反原発」の不都合な真実』新潮新書、2012年
- 『外資系金融の終わり　年収5000万円トレーダーの悩ましき日々』 ダイヤモンド社、2012年
- 『ぼくは愛を証明しようと思う。』幻冬舎、2015年
- 『損する結婚 儲かる離婚』新潮新書、2017年
- 『コスパで考える学歴攻略法』新潮新書、2022年